# Prima Lega (Bahrein)
La Prima Lega bahreinita (in arabo الدوري البحريني الممتاز‎?, "prima lega del Bahrein", in inglese Bahrein Premier League) è la principale competizione calcistica del Bahrein, istituita nel 1957.

## Formato
La massima serie bahreinita prevede nell'attuale formato la partecipazione di 12 squadre, che si affrontano in partite di andata e ritorno per un totale di 22 partite giocate da ogni squadra. La maggior parte degli incontri si gioca allo stadio nazionale del Bahrein di Manama.
Le ultime due classificate retrocedono in Seconda Divisione, mentre la quartultima e la terzultima classificata giocano i play-out.

## Squadre
Stagione 2024-2025.
- A'Ali
- Al-Ahli
- Al-Khaldiya
- Al-Muharraq
- Al-Najma
- Al-Riffa
- Al-Shabab
- Bahrain SC
- East Riffa
- Malkiya
- Manama
- Sitra

## Albo d'oro
- 1956-1957:  Al-Muharraq (1º)
- 1957-1958:  Al-Muharraq (2º)
- 1958-1959:  Al-Nasr (1º)
- 1959-1960:  Al-Muharraq (3º)
- 1960-1961:  Al-Muharraq (4º)
- 1961-1962:  Al-Muharraq (5º)
- 1962-1963:  Al-Muharraq (6º)
- 1963-1964:  Al-Muharraq (7º)
- 1964-1965:  Al-Muharraq (8º)
- 1965-1966:  Al-Muharraq (9º)
- 1966-1967:  Al-Muharraq (10º)
- 1967-1968:  Al-Bahrain (1º)
- 1968-1969:  Al-Ahli (1º)
- 1969-1970:  Al-Muharraq (11º)
- 1970-1971:  Al-Muharraq (12º)
- 1971-1972:  Al-Ahli (2º)
- 1972-1973:  Al-Muharraq (13º)
- 1973-1974:  Al-Muharraq (14º)
- 1974-1975:  Arabi Club (1º)
- 1975-1976:  Al-Muharraq (15º)
- 1976-1977:  Al-Ahli (3º)
- 1977-1978:  Al-Bahrain (2º)
- 1978-1979:  Al-Hala (1º)
- 1979-1980:  Al-Muharraq (16º)
- 1980-1981:  Al-Bahrain (3º)
- 1981-1982:  Al-Riffa (1º)
- 1982-1983:  Al-Muharraq (17º)
- 1983-1984:  Al-Muharraq (18º)
- 1984-1985:  Al-Bahrain (4º)
- 1985-1986:  Al-Muharraq (19º)
- 1986-1987:  Al-Riffa (2º)
- 1987-1988:  Al-Muharraq (20º)
- 1988-1989:  Al-Bahrain (5º)
- 1989-1990:  Al-Riffa (3º)
- 1990-1991:  Al-Muharraq (21º)
- 1991-1992:  Al-Muharraq (22º)
- 1992-1993:  Al-Riffa (4º)
- 1993-1994:  East Riffa (1º)
- 1994-1995:  Al-Muharraq (23º)
- 1995-1996:  Al-Ahli (4º)
- 1996-1997:  Al-Riffa (5º)
- 1997-1998:  Al-Riffa (6º)
- 1998-1999:  Al-Muharraq (24º)
- 1999-2000:  Al-Riffa (7º)
- 2000-2001:  Al-Muharraq (25º)
- 2001-2002:  Al-Muharraq (26º)
- 2002-2003:  Al-Riffa (8º)
- 2003-2004:  Al-Muharraq (27º)
- 2004-2005:  Al-Riffa (9º)
- 2005-2006:  Al-Muharraq (28º)
- 2006-2007:  Al-Muharraq (29º)
- 2007-2008:  Al-Muharraq (30º)
- 2008-2009:  Al-Muharraq (31º)
- 2009-2010:  Al-Ahli (5º)
- 2010-2011:  Al-Muharraq (32º)
- 2011-2012:  Al-Riffa (10º)
- 2012-2013:  Al-Bisitin (1º)
- 2013-2014:  Al-Riffa (11º)
- 2014-2015:  Al-Muharraq (33º)
- 2015-2016:  Al-Hidd (1º)
- 2016-2017:  Malkiya (1º)
- 2017-2018:  Al-Muharraq (34º)
- 2018-2019:  Al-Riffa (12º)
- 2019-2020:  Al-Hidd (2º)
- 2020-2021:  Al-Riffa (13º)
- 2021-2022:  Al-Riffa (14º)
- 2022-2023:  Al-Khaldiya (1º)
- 2023-2024:  Al-Khaldiya (2º)
- 2024-2025:  Al-Muharraq (35º)

## Vittorie per squadra
| Club        | Vittorie | Anni |
| ----------- | -------- | --- |
| Al-Muharraq | 35       | 1957, 1958, 1960, 1961, 1962, 1963, 1964, 1965, 1966, 1967, 1970, 1971, 1973, 1974, 1976, 1980, 1983, 1984, 1986, 1988, 1991, 1992, 1995, 1999, 2001, 2002, 2004, 2006, 2007, 2008, 2009, 2011, 2015, 2018, 2025 |
| Al-Riffa    | 14       | 1982, 1987, 1990, 1993, 1997, 1998, 2000, 2003, 2005, 2012, 2014, 2019, 2021, 2022 |
| Al-Bahrain  | 5        | 1968, 1978, 1981, 1985, 1989 |
| Al-Ahli     | 5        | 1969, 1972, 1977, 1996, 2010 |
| Al-Hidd     | 2        | 2016, 2020 |
| Al-Khaldiya | 2        | 2023, 2024 |
| Arabi Club  | 1        | 1975 |
| Al-Hala     | 1        | 1979 |
| Al-Nasr     | 1        | 1959 |
| East Riffa  | 1        | 1994 |
| Al-Bisitin  | 1        | 2013 |
| Malkiya     | 1        | 2017 |